# Список глав правительства Судана
Список глав правительства Судана включает лиц, возглавлявших правительство Судана со времени провозглашения 1 января 1956 года независимости Республики Судан, пришедшей на смену англо-египетскому кондоминиуму над территориями современных Судана и Южного Судана.
В настоящее время главой правительства Судана является Председатель Совета министров (араб. رئيس مجلس الوزراء‎).
Использованная в первом столбце таблиц нумерация является условной; также условным является использование в первом столбце цветовой заливки, служащей для упрощения восприятия принадлежности лиц к различным политическим силам без необходимости обращения к столбцу, отражающему партийную принадлежность. Наряду с партийной принадлежностью, в столбце «Партия» также отражён беспартийный статус персоналий. Для удобства список разделён на принятые в историографии периоды истории страны. Приведённые в преамбулах к каждому из разделов описания этих периодов призваны пояснить особенности её политической жизни.

## Республика Судан (1956—1969)
В 1898 году над территорией Судана была установлена власть Великобритании и Египта. 19 января 1899 года в Каире подписано Англо-Египетское соглашение о совместном управлении Суданом. В 1910 году создан Исполнительный совет — консультационный и законодательный орган власти в стране. В 1924 году Великобритания фактически установила исключительную власть над кондоминиумом. В 1948 году в Англо-Египетском Судане состоялись выборы в Законодательное собрание, представляющее все регионы страны и призванное заменить Исполнительный совет.
15 октября 1951 года египетский парламент денонсировал соглашение 1899 года, провозгласив главу государства Королём Египта и Судана. Однако в июле 1952 года в Каире вспыхнула анти-монархическая революция; власть в стране перешла к Совету революционного командования, признававшему право Судана на самопределение. 12 февраля 1953 года подписано новое соглашение между Египтом и Великобританией, согласно которому в Судане устанавливался трёхлетний переходный период, в ходе которого должны были выведены из страны англо-египетские войска, пройти парламентские выборы и сформировано переходное правительство, а после этого периода — пройти всенародное голосование о будущем статусе Судана. 19 декабря 1955 года Законодательное собрание подписало Декларацию независимости, которая вступила в силу 1 января 1956 года.
После провозглашения независимости Республики Судан (араб. جمهورية السودان‎) 1 января 1956 года Законодательное собрание приняло Переходную конституцию, согласно которой парламент страны становился двухпалатным, состоящим из Палаты представителей (нижняя палата) и Сената (верхняя палата). Кандидатура председателя Совета министров (араб. رئيس مجلس الوزراء‎) выдвигалась нижней палатой и утверждалась Суверенным советом — коллективным главой государства. Первым главой правительства независимого Судана стал Исмаил аль-Азхари, бывший до этого верховным министром кондоминиума. В феврале аль-Азхари сформировал коалиционное правительство, в которое не вошли представители тариката Хатмийа. В июне члены этой группы создали Народно-демократическую партию (НДП), объединившуюся с Национальной партией «Умма» в парламентский блок. При поддержке этого блока и сильном влиянии двух таррикатов Абдуллах Халиль («Умма») в июле был назначен новым премьер-министром. Халиль сформировал новое коалиционное правительство, в которое также вошли НДП и «Умма». 17 ноября 1958 года в стране произошёл вооружённый переворот, организованный Халилем и генералом Ибрахимом Аббудом, возглавившим Верховный совет Вооружённых сил (ВСВС) и ставшим главой государства и правительства. Одним из первых действий нового руководителя Судана было создание комиссии для разработки проекта постоянной Конституции.
В 1963 году насильственное нивелирование премьер-министром религиозных и культурных различий страны привело к возобновлению боевых действий с повстанцами автономного Южного Судана, ведшими с 1955 года с суданским правительством гражданскую войну. В 1964 году в связи с ограничением и ликвидацией гражданских свобод в стране начались студенческие акции протеста, переросшие во всеобщую забастовку, положившую начало Октябрьской «революции». В октябре Аббуд распустил правительство и ВСВС, передав полномочия главы правительства Сирру аль-Хатиму, а себя назначил главой государства (араб. رأس الدولة‎). Однако спустя три недели после роспуска правительства, 15 ноября, Аббуд ушёл в отставку. Исполняющим обязанности главы государства до декабря ex officio являлся аль-Хатим аль-Халифа. Аль-Хатим сформировал новое коалиционное правительство, в которое впервые вошли партии Южного Судана. В июне 1965 года новым главой правительства стал Мухаммед Ахмад Махгуб, поддерживаемый партиями «Умма», НДП и Национально-юнионистской партией (НЮП). Однако спустя год его сменил Садык аль-Махди, а в мае 1967 года — вновь Махгуб. Планы Совета министров Махгуба предполагали реорганизацию правительства, разработку новой экономической политики и налаживание связей с арабскими странами и СССР. 25 мая 1969 года в стране произошёл новый вооружённый переворот; власть в Судане захватил Совет революционного командования, распустивший Суверенный совет и правительство и провозгласивший страну демократической республикой.
|        | Портрет | Имя (годы жизни)                                                   | Полномочия      | Полномочия      | Партия                          | Пр.    |
| Начало | Портрет | Имя (годы жизни)                                                   | Окончание       |                 | Партия                          | Пр.    |
| ------ | ------- | ------------------------------------------------------------------ | --------------- | --------------- | ------------------------------- | ------ |
| 1      |         | Исмаил аль-Азхари (1900—1969) араб. إسماعيل الأزهري‎                | 1 января 1956   | 8 июля 1956     | Национально-юнионистская партия | [ 7 ]  |
| 2      |         | Абдулла Халиль (1892—1970) араб. عبد الله خليل‎                     | 8 июля 1956     | 18 ноября 1958  | Национальная партия Умма        | [ 4 ]  |
| 3      |         | Ибрахим Аббуд (1900—1983) араб. إبراهيم عبود‎                       | 18 ноября 1958  | 31 октября 1964 | военный                         | [ 8 ]  |
| 4      |         | Сирр аль-Хатим аль-Халифа (1919—2006) араб. سر الختم الخليفة الحسن‎ | 31 октября 1964 | 14 июня 1965    | беспартийный                    | [ 9 ]  |
| 5 (I)  |         | Мухаммед Ахмад Махгуб (1908—1976) араб. محمد أحمد المحجوب‎          | 14 июня 1965    | 4 августа 1966  | Национальная партия Умма        | [ 4 ]  |
| 6 (I)  |         | Садык аль-Махди (1935—2020) араб. الصادق المهدي‎                    | 4 августа 1966  | 18 июня 1967    | Национальная партия Умма        | [ 10 ] |
| 5 (II) |         | Мухаммед Ахмад Махгуб (1908—1976) араб. محمد أحمد المحجوب‎          | 18 мая 1967     | 25 мая 1969     | Национальная партия Умма        | [ 4 ]  |

## Демократическая Республика Судан (1969—1985)
25 мая 1969 года в стране произошёл вооружённый переворот, совершённый Советом революционного командования (СРК), ставшим высшим органом государственной власти в стране. СРК, состоящий из десяти человек под председательством полковника Джафара Нимейри, распустил Суверенный совет и правительство и провозгласил страну Демократической Республикой Судан (араб. جمهورية السودان الديمقراطية‎), ориентированной на «суданский социализм». Действие Переходной конституции, разработанной ещё при Ибрахиме Аббуде, было приостановлено; упразднены все органы государственного управления, существовавшие до переворота; запрещены политические партии правого толка. С 1971 года, с созданием партии Суданский социалистический союз, в стране сложилась однопартийная система. 19 июля 1971 года члены-коммунисты СРК предприняли попытку сместить Нимейри с поста председателя. После провала переворота, Нимейри казнил непосредственных организаторов и участников переворота, а также репрессировал некоторых членов Суданской коммунистической партии, обвинив их в связи с заговорщиками. В августе была принята Временная конституция, закрепляющая президентскую форму правления. Президент Республики (араб. رئيس الجمهورية‎) избирался сроком на 6 лет путём прямого голосования. В октябре президентом стал Нимейри.
В феврале 1972 года между суданским правительством и южно-суданскими повстанцами подписано Аддис-Абебское соглашение о предоставлении южным регионам Судана статуса автономии, завершившее гражданскую войну. В том же году для разработки постоянной Конституции создано Конституционное собрание. Новый Основной закон был принят в 1973 году. Он также закреплял президентскую форму правления, а высшим законодательным органом власти сделал Народное собрание. В начале 1980-х годов стали обостряться отношения между центральной властью и Южным Суданом из-за решения Нимейри в сентябре 1983 года о введении в действие на всей территории страны, включая христианский Южный Судан, законов шариата. В том же году в стране началась административная реформа, предусматрившая раздел южной автономии на три отдельные провинции. Целью этой реформы стало желание вывести регионы, богатые запасами нефти, из-под подчинения Южному Судану. Эти действия привели ко второй гражданской войне с Югом. В апреле 1985 года в Хартуме началась всеобщая забастовка. 6 апреля группой офицеров во главе с Абдель Рахманом Сиваром ад-Дагабом совершён вооружённый переворот, свергнувший режим Нимейри. 9 апреля для управления страной создан Переходный военный совет под председательством ад-Дагаба. В декабре стране возвращено прежнее название — «Республика Судан».
|                                                 | Портрет                         | Имя (годы жизни)                                             | Полномочия       | Полномочия       | Партия                          | Пр.    |
| Начало                                          | Портрет                         | Имя (годы жизни)                                             | Окончание        |                  | Партия                          | Пр.    |
| ----------------------------------------------- | ------------------------------- | ------------------------------------------------------------ | ---------------- | ---------------- | ------------------------------- | ------ |
| 7                                               |                                 | Бабикер Авадалла (1917—2019) араб. بابكر عوض‎                 | 25 мая 1969      | 27 октября 1969  | беспартийный                    | [ 11 ] |
| 8 (I)                                           |                                 | Джафар Мухаммед Нимейри (1930—2009) араб. جعفر محمد النميري‎  | 28 октября 1969  | 11 августа 1976  | военный                         | [ 12 ] |
|                                                 | Суданский социалистический союз | Джафар Мухаммед Нимейри (1930—2009) араб. جعفر محمد النميري‎  | 28 октября 1969  | 11 августа 1976  |                                 | [ 12 ] |
| 9                                               |                                 | Аль-Рашид аль-Тахер Бакр (1930—1988) араб. الرشيد الطاهر بكر‎ | 11 августа 1976  | 10 сентября 1977 | Суданский социалистический союз | [ 13 ] |
| 8 (II)                                          |                                 | Джафар Мухаммед Нимейри (1930—2009) араб. جعفر محمد النميري‎  | 10 сентября 1977 | 6 апреля 1985    | Суданский социалистический союз | [ 12 ] |
| С 6 по 22 апреля 1985 года — должность вакантна |                                 |                                                              |                  |                  |                                 |        |
| 10                                              |                                 | Аль-Джазули Дафаалла (1935—) араб. الجزولي دفع الله‎          | 22 апреля 1985   | 15 декабря 1985  | беспартийный                    | [ 14 ] |

## Республика Судан (с 1985)
6 апреля 1985 года группой офицеров во главе с Абдель Рахманом Сиваром ад-Дагабом совершён вооружённый переворот, свергнувший режим Нимейри. 9 апреля для управления страной создан Переходный военный совет (ПВС), состоящий из 15 членов под председательством ад-Дагаба. ПВС приостановил действие Конституции, распустил правительство, Законодательное собрание и отдельные собрания провинций. В декабре стране возвращено прежнее название — Республика Судан (араб. جمهورية السودان‎). В апреле 1986 года состоялись выборы в Законодательное собрание, после которых ад-Дагаб мирным путём передал власть председателю Государственного совета (араб. رئيس مجلس رأس الدولة‎) Ахмеду Али аль-Миргани. Спустя три года, 30 июня 1989 года в Судане произошёл новый государственный переворот. Власть перешла к Совету командования революцией национального спасения (СКРНС), состоящему из 15 офицеров во главе с Омаром аль-Баширом. СКРНС приостановил действие Временной конституции, принятой после переворота в 1985 году; распустил парламент; упразднил должность премьер-министра, арестовав всех членов правительства; запретил все политические партии. В феврале 1992 года декретом СКРНС был создан переходный парламент, а в декабре 1985 года — постоянное Национальное собрание. В октябре 1993 года СКРНС назначил аль-Башира президентом Судана и объявил о самороспуске. В июне 1998 года принята новая Конституция, восстановившая в стране многопартийную систему. В 1996 и 2000 годах прошли президентские выборы, на которых был переизбран аль-Башир. В 2005 году между центральным правительством и Югом был подписан мирный договор, завершивший гражданскую войну. Однако после гибели лидера южан в авиакатастрофе ситуация на юге вновь обострилась. В январе в стране устанавливался шестилетний переходный период, в июле была принята Временная конституция Судана. В январе 2011 года в южных провинциях прошёл всенародный референдум о будущем статусе автономного региона. По итогам референдума (99 % проголосовавших поддержали сецессию страны) в июле Южный Судан был провозглашён независимым государством. В апреле 2015 года на выборах аль-Башир был переизбран президентом.
В конце 2018 года против аль-Башира в стране вспыхнули массовые протесты. 11 апреля 2019 года произошёл вооружённый переворот в ходе которого президент был свергнут, а власть перешла к Переходному военному совету во главе с Ахмедом Авадом ибн Ауфом. Военный совет распустил парламент и правительство, приостановил действие Временной конституции 2005 года. После продолжавшихся протестов ибн Ауф ушёл в отставку, назначив своим преемником Абдель Фаттаха аль-Бурхана. В июле началась разработка Конституционной декларации, фактически заменявшей прежний Основной закон. 17 августа Декларация была подписана лидерами Военного совета и оппозиционной коалиции гражданских организаций Силы за свободу и перемены. Согласно этому документу, стороны создавали Суверенный совет (араб. مجلس السيادة‎) — высший орган государственной власти, являвшийся коллективным главой государства, состоящий из 11 человек. В стране устанавливался переходный период продолжительностью 39 месяцев (до декабря 2022 года). В августе 2020 года между переходным правительством Судана и повстанческой группировкой Революционный фронт было подписано мирное соглашение о прекращении боевых действий в Дарфуре и Южном Кордофане. Согласно условиям соглашения, подписавшие его фракции Ревфронта будут иметь три места в Суверенном совете, пять в правительстве и четверть в Переходном Законодательном совете (парламенте).
К октябрю 2021 года Суверенный совет состоял из 14 членов — одно место Сил за свободу и перемены оставалось вакантным. 25 октября Абдель Фаттах аль-Бурхан, возглавлявший Совет 26 месяцев, вместо положенных 21-го, организовал переворот, распустил Совет, арестовав некоторых его членов, и правительство и взял на себя полномочия главы государства. Через две недели, 11 ноября, аль-Бурхан сформировал и возглавил новый Суверенный совет — Переходный (араб. لمجلس السيادة الإنتقالي‎). Совет также состоял из 14 членов, однако одно место Сил за свободу и перемены оставалось вакантным с 12 мая, а остальные четыре заняли новые члены, ушедшие в отставку в июле 2022 года. 5 декабря 2022 года аль-Бурхан и лидеры ряда политических сил страны подписали рамочное соглашение. Согласно итоговому соглашению, в стране должны были установиться двухлетний переходный период, закончившийся всеобщими выборами; разработана новая Конституция; передана власть переходному правительству, состоящему только из гражданских лиц; распуститься Переходный суверенный совет. Подписание данного соглашения было запланировано на 6 апреля 2023 года. Однако в запланированный день подписание было перенесено на неопределённый срок. Причиной переноса стала необходимость согласовать интеграцию Сил быстрого реагирования (СБР) в состав Вооружённых сил (ВС). Между лидерами СБР и ВС начались разногласия по поводу будущей структуры безопасности и принципов формирования (в частности о том, кто должен возглавить Вооружённые силы — профессиональный военный или гражданское лицо). 15 апреля СБР предприняли атаки на многочисленные базы суданской армии ВС по всей стране, в том числе в Хартуме.
| | Портрет | Имя (годы жизни)                                    | Полномочия       | Полномочия       | Партия                       | Пр.    |
| Начало | Портрет | Имя (годы жизни)                                    | Окончание        |                  | Партия                       | Пр.    |
| --- | ------- | --------------------------------------------------- | ---------------- | ---------------- | ---------------------------- | ------ |
| (10) |         | Аль-Джазули Дафаалла (1935—) араб. الجزولي دفع الله‎ | 15 декабря 1985  | 6 мая 1986       | беспартийный                 | [ 14 ] |
| 6 (I) |         | Садык аль-Махди (1935—2020) араб. الصادق المهدي‎     | 6 мая 1986       | 30 июня 1989     | Национальная партия Умма     | [ 6 ]  |
| С 30 июня 1989 года по 2 марта 2017 года — должность упразднена (правительство подчинено непосредственно президенту Судана) |         |                                                     |                  |                  |                              |        |
| 11 |         | Бакри Хасан Салех (1949—) араб. بكري حسن صالح‎       | 2 марта 2017     | 10 сентября 2018 | Национальный конгресс Судана | [ 21 ] |
| 12 |         | Мотац Мусса (1967—) араб. معتز موسى‎                 | 10 сентября 2018 | 22 февраля 2019  | Национальный конгресс Судана | [ 22 ] |
| 13 |         | Мухаммед Тахир Айла (1951—) араб. محمد طاهر أيلا‎    | 24 февраля 2019  | 11 апреля 2019   | Национальный конгресс Судана | [ 23 ] |
| С 11 апреля по 21 августа 2019 года — должность вакантна                                                                    |         |                                                     |                  |                  |                              |        |
| 14 (I) |         | Абдулла Хамдук (1956—) араб. عبد الله حمدوك‎         | 21 августа 2019  | 25 октября 2021  | Силы за свободу и перемены   | [ 24 ] |
| С 25 октября по 21 ноября 2021 года — должность вакантна                                                                    |         |                                                     |                  |                  |                              |        |
| 14 (II) |         | Абдулла Хамдук (1956—) араб. عبد الله حمدوك‎         | 21 ноября 2021   | 19 января 2022   | беспартийный                 | [ 24 ] |
| и. о. |         | Осман Хусейн (1951—) араб. عثمان حسين عثمان‎         | 19 января 2022   | 30 апреля 2025   | беспартийный                 | [ 25 ] |
| и. о. |         | Дафаллах Алхадж Али (?—) араб. دفع الله الحاج علي‎   | 30 апреля 2025   | 19 мая 2025      | беспартийный                 | [ 26 ] |
| 15 |         | Камиль Идрис (1954—) араб. كامل إدريس‎               | 19 мая 2025      | действующий      | беспартийный                 | [ 27 ] |